# Nebraska
Nebraska ou Nebrasca (em inglês:  Nebraska) é um dos 50 estados dos Estados Unidos. Está situado nas grandes planícies norte-americanas, na região central do país. Limita-se ao norte com Dakota do Sul, a leste com Iowa e Missouri, com Kansas ao sul, com Colorado a sudoeste e Wyoming a oeste. Os alemães são o maior grupo étnico do estado, compondo 38,6% da população do Nebraska. Com um pouco mais de 200 mil quilômetros quadrados, é o 16º maior estado americano em área do país.
O produto interno bruto de Nebraska é de 68 bilhões de dólares, e a renda per capita é de 31 339 dólares. A economia do estado é baseada na agropecuária, sendo um dos maiores produtores de milho, trigo e sorgo do país, e possuindo grandes rebanhos bovinos e uma relativamente forte indústria alimentícia. A região foi explorada inicialmente por franceses e espanhóis, no século XVII, que se dedicavam ao comércio de peles. Tornou-se território em 1854 e, em 1867, tornou-se o 37º estado a entrar à União.
Nebraska é o único estado americano (ao contrario dos outros) onde cujo Poder Legislativo é unicameral. Sua legislatura pode vetar decisões do governador com 3/5 da legislatura, enquanto na maioria dos outros estados são necessários 2/3.
O nome Nebraska é derivado de uma língua arcaica Otoe "Ñí Brásge", que significa "águas planas", em referência ao Rio Platte, um rio largo e raso que passa pelo estado.

## Demografia
O censo nacional de 2000 estimou a população de Nebraska em 1 711 263 habitantes, um crescimento de 8,4% em relação à população do estado em 1990, de 1 578 385 habitantes. Uma estimativa realizada em 2005 estima a população em 1 758 787 habitantes, um crescimento de 11,4% em relação à população em 1990, de 2,8%, em relação a 2000, e de 0,6% em relação à população estimada em 2004.
O crescimento populacional natural de Nebraska entre 2000 e 2005 foi de 52 104 habitantes - 132 394 nascimentos menos 80 290 óbitos - o crescimento populacional causado pela imigração foi de 22 199 habitantes, enquanto que a migração interestadual resultou na perda de 26 206 habitantes. Entre 2000 e 2005, a população de Nebraska cresceu em 47 522 habitantes, e entre 2004 e 2005, em 11 083 habitantes.

### Raças e etnias
Composição racial da população de Nebraska:
- 86,1% – brancos (82,1% brancos não-hispânicos)
- 4,5% – afro-americanos
- 1,8% – asiáticos
- 1% – nativos norte-americanos
- 0,1% Nativos havaianos e outros ilhéus do Pacífico
- 1,4% – duas ou mais raças

9,2% dos residentes de Nebraska são de origem hispânica de qualquer raça.
Os cinco maiores grupos étnicos de Nebraska são alemães (que formam 38,6% da população do estado) irlandeses (12,4%), ingleses (9,6%), suecos (4,9%) e tchecos (4,9%).

### Religião
Percentagem da população de Nebraska por afiliação religiosa:
- Cristianismo – 90%
  - Protestantes – 61%
    - Igreja Luterana – 16%
    - Igreja Metodista – 11%
    - Igreja Batista – 9%
    - Igreja Presbiteriana – 4%
    - Outras afiliações protestantes – 21%

  - Igreja Católica Romana – 28%
  - Outras afiliações cristãs – 1%
- Outras religiões – 1%
- Não-religiosos – 9%

### Principais cidades

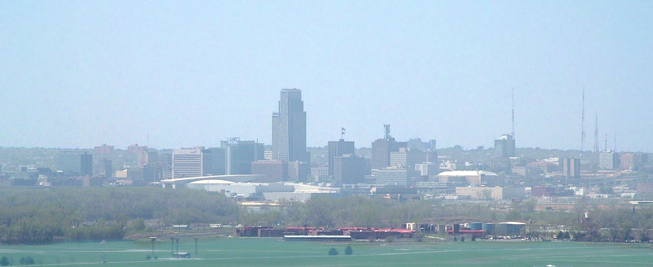
Omaha.

Com base no Census de 2010, 530 cidades e vilarejos foram identificados em Nebraska.
100 000+ habitantes
- Omaha - 409 416 (met. 813 170)
- Lincoln - 236 146 (met. 275 820)

10 000+ habitantes
- Grand Island - 44 287 (met. 69 685)
- Kearney - 28 640 (met. 50 286)
- Fremont - 25 272
- Norfolk - 24 072 (met. 49 264)
- North Platte - 23 944 (met. 36 213)
- Hastings - 23 404 (met. 37 691)
- Columbus - 20 881 (met. 31 245)
- Papillion - 19,497
- Scottsbluff - 14 767 (met. 37 393)
- La Vista - 14 685
- Beatrice - 12 963 (met. 23 436)
- South Sioux City - 12,142
- Lexington - 10 056 (met. 26 566)

## Cultura

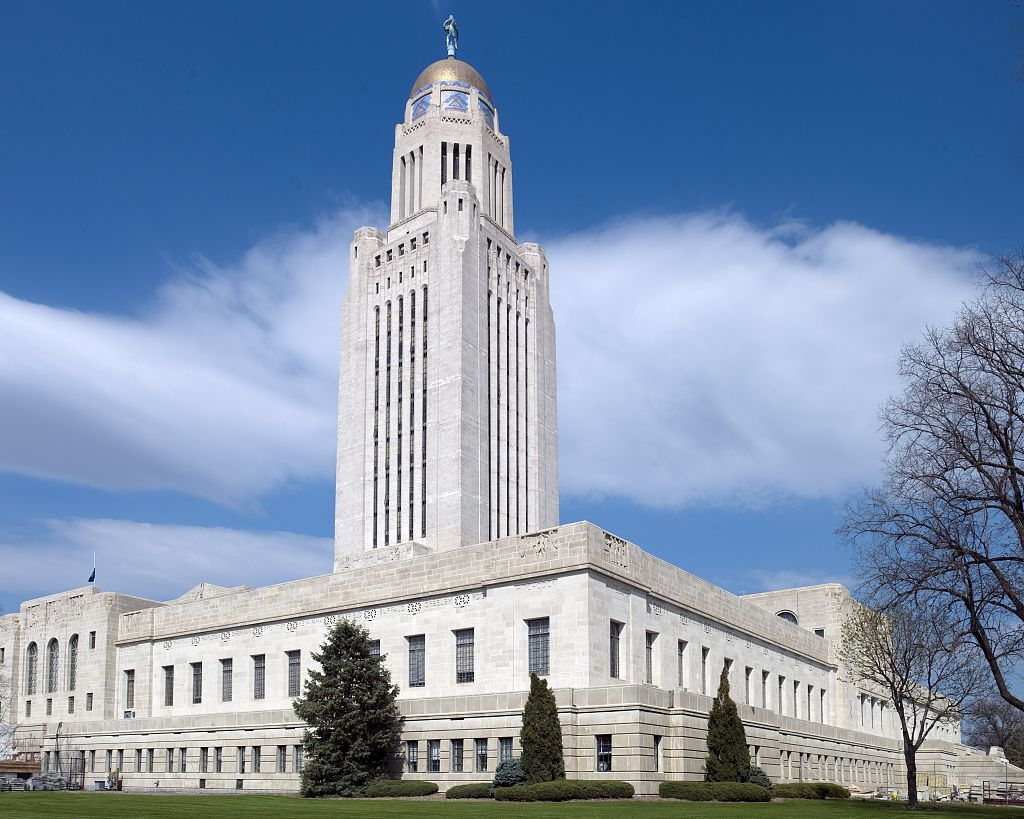
Capitólio Estadual de Nebraska em Lincoln.

### Símbolos do estado
- Árvore: Populus deltoides
- Bebidas: Leite, Kool-Aid
- Cognomes:
  - Cornhusker State
  - Beef State (não oficial)
- Dança: Quadrilha
- Flor: Solidago gigantea
- Fósseis:
  - Mammuthus columbi
  - Mammuthus imperator
  - Mammuthus primigenius
- Grama: Schizachyrium scoparium
- Inseto: Abelha
- Lema: Equality before the law (Igualdade perante a lei)
- Mamífero: Odocoileus virginianus
- Mineral: Ágata azul
- Música: Beautiful Nebraska (Bela Nebraska)
- Pássaro: Sturnella neglecta
- Peixe: Ictalurus punctatus
- Rocha: Ágata dos campos
- Slogan: Possibilities… Endless (Possibilidades… sem fim)